# خلاص (صنف نخيل)

## موعد الازهار
يبدأ موعد الإزهار في صنف خلاص عمان في نهاية يناير وموعد الإرطاب في نهاية يوليو وتكون ثماره باللون الذهبي في مرحلة البسر والأصفر الفاتح في مراحل الرطب والتمر. شكل الثمرة بيضاوي مستطيل منعكس وشكل القمع مفصص وفي مستوى الثمرة ولونه أصفر ويبلغ متوسط وزن الثمرة 12.8 جم والطول 4.2 سم والعرض 2.4 سم. يبلغ متوسط وزن البذرة 1 جم وطولها 2.1 سم وعرضها 0.8 سم وموقع النقير وسطي. يبلغ متوسط طول العرجون (135) سم وشماريخه طويله.

## المكونات
تتراوح نسبة المواد الصلبة الذائبة الكلية في صنف خلاص عمان بين 35.0 - 54.7%. يحتوي هذا الصنف على السكريات الأحادية (الجلوكوز والفركتوز) وتشكل حوالي 83% من الوزن الجاف للثمار. لثمار صنف خلاص عمان قيمة غذائية مهمة فهي تحتوي على العديد من العناصر الغذائية منها البروتين بنسبة (3.23 - 3.9%) والدهون (اللبيدات) ( 0.32 - 0.51%) والبكتينات ( 0.93 - 2.58%).
تحتوي ثمار صنف خلاص عمان على ما نسبته 1.1 – 1.22% من العناصر المعدنية (الرماد) مثل البوتاسيوم (790 - 811) و الفوسفور ( 41.5 - 43.7) والمغنسيوم (35.1 - 35.8) والحديد (1.22 - 1.46) والزنك (0.62 - 2.94) والنحاس (0.38 - 1.05) والمنجنيز (0.22- 3.17) والصوديوم (4.9 - 5.4) ملجم لكل 100 جم من الوزن الجاف للثمار.